# Zerizer
Zerizer è un comune dell'Algeria, situato nella provincia di El Tarf.